# خانه عروسک (فیلم ۱۹۲۲)
«خانه عروسک» (انگلیسی: A Doll's House (1922 film)) یک فیلم به کارگردانی چارلز برایانت است که در سال ۱۹۲۲ منتشر شد. از بازیگران آن می‌توان به آلن هیل و آلا نازیمووا اشاره کرد.